# Polabské muzeum
Polabské muzeum – organizacja muzeów kraju środkowoczeskiego regionu Polabí z siedzibą w Podiebradach:
- Polabské muzeum w Podiebradach
- Muzeum króla Jerzego z Podiebradów (zamek Podiebrady)
- Polabské národopisné muzeum (skansen połabskiej architektury ludowej) w Přerově nad Labem
- Vlastivědné muzeum w Nymburku
- Muzeum Bedřicha Hrozného w Lysé nad Labem
- Galerie Melantrich w Rožďalovicích
- Městské muzeum w Sadské
- Muzeum Královéměstecka w Městci Králové.